# Hans Hedberg (skulptör)
Hans Hedberg, född 25 maj 1917 i Köpmanholmen i Nätra församling i Västernorrlands län, död 27 mars 2007 i Biot i Alpes-Maritimes i Frankrike, var en internationellt verksam keramiker och skulptör. Han var framför allt känd för sina gigantiska frukter och ägg i keramik. 

## Biografi
Hans Hedberg utbildade sig först som målare vid Otte Skölds målarskola 1939–1944 och Grünewalds målarskola 1944–1945 i Stockholm samt för Kræsten Iversen vid Det Kongelige Danske Kunstakademi i Köpenhamn 1945–1946 och vid Académie Colarossi i Paris 1946. Under första hälften av 1940-talet var han verksam som målare och utförde stilleben, landskapsskildringar och figurstudier. Efter en konstnärlig kris på Capri år 1946 kom han i kontakt med keramiken och övergick helt till keramisk  verksamhet. Han studerade 1947–1948 vid det ansedda Instituto d’Arte Della Ceramica i Faenza, Italien, där han fick en gedigen keramisk utbildning. 
Kort därpå fick han anställning hos Fabricca Mazotti i Albisola, där han kom i kontakt med Marino Marini och Lucio Fontana. Han bosatte sig 1949 i Biot på Franska Rivieran där han startade sin keramiska ateljé. Sin första separatutställning hade Hedberg på Galerie Blanche i Stockholm 1953, där han lovordades för sin keramik av flera av de tyngsta konstkritikerna.
Kort därpå fick han anställning hos Fabricca Mazotti i Albisola, där han kom i kontakt med Marino Marini och Lucio Fontana. År 1949 bosatte han sig i Biot på Franska Rivieran där han startade sin keramiska ateljé. Sin första separatutställning hade Hedberg på Galerie Blanche i Stockholm år 1953, där han lovordades för sin keramik av flera av de tyngsta konstkritikerna. År 1958 lanserade han sina första fågelägg på en samlingsutställning på Röhsska museet och kom senare att utveckla fågeläggen i en mängd glasyrer och storlekar. Det var framförallt glasyrerna som utmärkte Hedbergs keramiska konst och han vann senare världsrykte som keramisk konstnär och tilldelades bland annat Grand Prix i den första internationella keramiska biennalen i Vallauris, Frankrike, år 1968. Han slog igenom i Paris 1974 där de stora konstkritikerna var positivt imponerade av de naturtrogna äggen som hade en glasyr man ej tidigare hade sett. Marc Chagall och Hans Hedberg samarbetade under en period med keramiska föremål i Biot åren 1952 och 1953, enligt Per Grimells biografi från 2017. Hedberg umgicks också  med flera kända konstnärer som Picasso, Léger och Matisse. Han utförde även en mängd konstnärliga utsmyckningar för den franska staten under 1960- och 1970-talen, bland annat vid Faculté des Sciences i Marseille och Nice. I mitten av 1970-talet fann Hedberg en glasyr som liknade ett äpples yta och det blev nyckeln till en omfattande fruktskulpturserie som skulle kröna hans internationella karriär som keramisk konstnär. Hans Hedberg har även utfört två keramiska altarfonder i sin hembygd, dels i Löftets kapell, nära Nätra kyrka i Bjästa (1958), dels i Köpmanholmens brukskyrka (1959). År 1998 bildades Hans Hedberg Museum i Örnsköldsvik. Museet drivs ideellt av vänföreningen Hans Hedbergs Vänner och har en omfattande samling konstverk i en av Arkens ljusgårdar.
Hans Hedberg var bosatt i södra Frankrike sedan år 1949 men återkom ofta till sin hembygd. Han var son till direktör Theodor Hedberg, innehavare av Forss AB, och Ingeborg Belfrage samt sonson till industrimannen Gustaf Hedberg.
Fyra monografier har givits ut om Hans Hedberg, nämligen Hans Hedberg av Lars Åkerlund (1975), Min vän Hans Hedberg av Lennart Bernadotte (1991), Hans Hedberg – Elden, Hjärtat, Leran av Daniel Minassian (1999) och Hans Hedberg av Per Grimell (2017).

## Representation
Hans Hedberg verk finns i flera stora privata samlingar som Hans Majestät Konungens samlingar, Sverige, Hans Majestät Konungens samlingar, Marocko, Hans Majestät Konungens samlingar, Spanien.
Hedbergs verk finns också på flera museer: Museo Internazionale della Ceramica, Faenza, Italien, Nationalmuseum, Stockholm, Sverige, Kunstmuseum, München, Tyskland, Museo Nacionale de Chile, Santiago, Chile, Musee d'Art, Valencia, Spanien, Musée Cantini, Marseille, Frankrike, Kunstmuseet, Köpenhamn, Danmark, Musée Municipal de Saint Paul de Vence, Frankrike, Château Musée, Cagnes-sur-Mer, Frankrike, Musée de la Céramique d'Art, Vallauris, Frankrike, Ministère de la Culture, Paris, Frankrike, Museo dell'Olivo, Imperia, Italien, Musèe National de Ceramique, Sèvres, Frankrike, Helsingborgs museum, Hans Hedberg museum

## Utställningar
- 1953 Galerie Blanche, Stockholm, Sverige 1954 "La Boutique d'Art", Nice, Frankrike
- 1954 Galerie Au Premier, Zürich, Schweiz
- 1955 Bonniers, New York, USA
- 1956 Svensk-franska konstgalleriet, Stockholm, Sverige
- 1957 Sundsvalls museum, Sundsvall, Sverige
- 1957 Maison Des Artistes, Cagnes-sur-Mer, Frankrike
- 1958 Röhsska museet, Göteborg, Sverige
- 1961 Tribunal de Peche, Villefranche-sur-Mer, Frankrike
- 1964 Georg Jensen, New York, USA
- 1966 Musée Municipal, Saint Paul de Vence, Frankrike
- 1967 Österbergs Konsthall, Örnsköldsvik, Sverige
- 1968 Galerie Bengtsson, Stockholm, Sverige
- 1970 Eklunds Konsthandel, Umeå, Sverige
- 1971 Galerie Artek, Helsingfors, Finland
- 1971 Galleri Sterling, Köpenhamn, Danmark
- 1972 Galleri Winther, Middelfart, Danmark
- 1974 Galerie Saint-Germain, Paris, Frankrike
- 1975 Galerie Lithos, Mouscron, Frankrike
- 1975 Château de Vascoeul, Normandie, Frankrike
- 1975 Galleri E. Haeger, Göteborg, Sverige
- 1975 Expolaris, Skellefteå, Sverige
- 1976 Höganäs Museum, Höganäs, Sverige
- 1976 Mainau, Konstanz, Tyskland
- 1977 Galerie Freija, Umeå, Sverige
- 1978 Galerie 92, Östersund, Sverige
- 1978 Guldfynd, Gallerian, Stockholm, Sverige
- 1978 Konstkällaren, Karlstad, Sverige
- 1978 Galerie Louise, Helsingborg, Sverige
- 1979 Rådhuset, Örnsköldsvik, Sverige
- 1980 Sporting Club, Cannes, Frankrike
- 1980 Galleri Nykvarn, Enköping, Sverige
- 1980 Galleri Olga 8, Stockholm, Sverige
- 1981 Galleri Larsson, Gävle, Sverige
- 1981 Cercle Suédois, Paris, Frankrike
- 1981 Galerie Saint Sebastien, Biot, Frankrike
- 1981 Palm Beach, Cannes, Frankrike
- 1981 Galleri W, Simrishamn, Sverige
- 1981 Lasarettsgalleriet, Eskilstuna, Sverige
- 1982 Le Centre Culturel Suédois, Paris, Frankrik,
- 1982 Agardhsgalleriet, Båstad, Sverige
- 1983 Galerie Gaia, Verbier, Schweiz
- 1983 Centrumhuset, Köpmanholmen, Sverige
- 1983 Galleri Nykvarn, Enköping, Sverige
- 1984 Galerie Bengtsson, Stockholm, Sverige
- 1984 Mainau, Konstanz, Tyskland
- 1984 Jönköpings kulturnämnd, Huskvarna, Sverige
- 1985 American-Swedish Museum, Philadelphia, USA
- 1985 Galleri W, Simrishamn, Sverige
- 1986 Höganäs Museum, Höganäs, Sverige
- 1988 M. Sjödin Gallery, Malibu, USA
- 1990 Galleri XIII, Stockholm, Sverige
- 1992 Galerie des Arcades, Biot, Frankrike
- 1994 Chateau Musee, Cagnes-sur-Mer, Frankrike[11]
- 1994 Rådhuset, Örnsköldsvik, Sverige
- 1996 Höganäs Museum, Höganäs, Sverige
- 1997 Espace des Art et de la Culture, Biot, Frankrike

### Samlingsutställningar
- 1946 Sundsvalls Konstförening (måleri), Sundsvall, Sverige
- 1949 VIII Concorso Nazionale della Ceramica, Faenza, Italien
- 1949 XIII Mostra Mercato Nazionale dell'Artigianato, Florens, Italien
- 1950 IX Concorso Nazionale della Ceramica, Faenza, Italien
- 1951 Nona Triennale di Milano, Milano, Italien (Medaille d'Argent)
- 1954 Decima Triennale di Milano, Milano, Italien (Diplôme d'Honneur)
- 1955 Artistes et Artisans Français, NK, Stockholm, Sverige
- 1955 Maison des Artistes, Cagnes-sur-Mer, Frankrike
- 1955 Les Chefs-d'uvre de la Ceramique Moderne, Cannes, Frankrike (Medaille d'Or)
- 1957 Maison des Artistes, Cagnes-sur-Mer, Frankrike
- 1958 Cercle Suédois, Paris, Frankrike
- 1958 XVI Concorso Nazionale della Ceramica, Faenza, Italien
- 1960 Musée d'Art et d'Archeologie, Toulon, Frankrike
- 1960 Ceramiques Artisanat d'Art, Ville de la Ciotat, Frankrike
- 1962 Studio Maywald, Paris, Frankrike
- 1963 Svensk Form, Stockholm, Sverige
- 1966 Musée-Cantini, Marseille, Frankrike
- 1968 Première Biennale Internationale de la Ceramique d'Art, Vallauris,  Frankrike, (Grand-Prix)
- 1974 Nolias konstutställning, Sundsvall, Sverige
- 1976 Konstforum, Norrköping, Sverige
- 1976 Keramion, Frechen, Tyskland
- 1977 Galleri Frösön, Frösön, Sverige
- 1979 Maison des Artistes, Cagnes-sur-Mer, Frankrike
- 1979 Galleri 92, Frösön, Sverige
- 1980 Musée des Arts Decoratifs, Paris, Frankrike
- 1980 La Verrèrie de Biot, Biot, Frankrike
- 1981 Kunstgewerbemuseum, Köln, Tyskland
- 1981 Musée des Arts Decoratifs, Paris, Frankrike
- 1983 Semaine d'Amitié et de Coopération Culturel, Tunisien
- 1983 Galleri Ulla Nyborg, Atlantic Hotel, Stavanger, Norge
- 1983-84 Monaco Art Center, Monaco
- 1984 Stockholm Art Fair, Stockholm, Sverige
- 1985 Villa Arson, Centre National d'Art Contemporain, Nice, Frankrike
- 1985 Arcrea -85, Château de la Napoule, Manelieu la Napoule, Frankrike
- 1985 3éme Rencontre des Artistes Contemporains, Cannes, Frankrike
- 1986 Metiers d'Art 4, Chateau Musée, Cagnes-sur-Mer, Frankrike
- 1988 Svensk i världen, Beijers, Stockholm, Sverige
- 1989 Rörstrands Museum, Lidköping, Sverige
- 1989 Castel des Arts, Art et Vie, Vallauris, Frankrike
- 1994 Galerie Beaubourg, Chateau Notre-Dame des Fleurs, Vence, Frankrike
- 1994-95 Castello della Luceriola, Apricale, Italien
- 1995 Galerie de la Fondation, Sophia Antipolis, Biot, Frankrike
- 1995 Galerie Dr. Glas, Stockholm, Sverige
- 1996 Ystads konstmuseum, Ystad, Sverige
- 1997 Borgholms slott, Galleri Kamras, Öland, Sverige

### Om Hedberg
- Åkerlund, Lars (1975). Hans Hedberg. Örnsköldsvik: Rapsodi-förlaget. Libris 825294
- Bernadotte, Lennart; Hedberg Hans, Lagercrantz Bo, Wheeler Walstan (1992). Min vän Hans Hedberg = My friend Hans Hedberg. Höganäs: Wiken. Libris 7591912. ISBN 9170246963
- Minassian, Daniel; Wikström Lena, Hedberg Hans (1999). Hans Hedberg: b the fire, the heart, the clay : le coeur et la terre: elden, hjärtat och leran. Örnsköldsvik: Ölund,c cop. 1999 ;e (Örnsköldsvik :f Ölund. Libris 7778993. ISBN 9189307003
- Grimell, Per (2017). Hans Hedberg. [Bjästa]: [Ågrenshuset förlag AB] i samarbete med Örnsköldsviks museum & konsthall. Libris 20849963. ISBN 9789175423029